# Resolució 2033 del Consell de Seguretat de les Nacions Unides
La Resolució 2033 del Consell de Seguretat de les Nacions Unides fou adoptada per unanimitat el 12 de gener de 2012. El Consell va exigir una millor cooperació entre les Nacions Unides i la Unió Africana en matèria de prevenció i resolució de conflictes a l'Àfrica.
El Consell va assenyalar la gran importància de la cooperació entre les Nacions Unides i les organitzacions regionals, especialment amb la Unió Africana, quant a la preservació de la pau i la seguretat, degut al fet que les organitzacions regionals entenen millor els problemes subjacents del conflicte i, per tant, estan millor situades per prevenir-los o resoldre'l.
En els darrers anys la Unió Africana ha fer esforços cada vegada més grans per resoldre conflictes al continent africà i l'ONU ha declarar que es mantenia darrere d'aquestes iniciatives de pau. La UA havia establert el seu propi Consell de Pau i Seguretat i cada vegada era més operativa. Tanmateix, el principal problema de les operacions era obtenir recursos suficients.